# Cycas longipetiolula
Cycas longipetiolula là một loài thực vật hạt trần trong họ Cycadaceae. Loài này được D.Y.Wang mô tả khoa học đầu tiên năm 1996.